# 陈润儿
陈润儿（1957年10月16日—），湖南省株洲市茶陵县人。1975年9月参加工作，1975年12月加入中国共产党。中共中央党校在职研究生学历。中华人民共和国政治人物。中国共产党第十七届、十八届中央委员会候补委员，第十九届中央委员，第十三届全国人大代表。曾任河南省人民政府省长，中共宁夏回族自治区党委书记，宁夏回族自治区人大常委会主任，第十三届全国人民代表大会农业与农村委员会副主任委员等职务。

## 生平经历

### 基层历练
陈润儿出生于湖南省茶陵县思聪公社（今茶陵县思聪街道）:455，1975年9月，陈润儿在茶陵县第一中学高中毕业后，出任湖南省茶陵县思聪公社秘书。1976年11月任茶陵县商业局职工、茶陵县委办公室干事，1981年1月任茶陵县马江公社（乡）党委书记。1983年9月在湖南农学院农业干部培训部农学专业学习，1985年7月任中共茶陵县委常委、副县长。1987年3月任中共茶陵县委副书记、县长:426，1988年，获评为“全国农村体育先进工作者”:769，1990年9月升任中共茶陵县委书记。
1992年9月，陈润儿任中共郴州地委委员、中共郴州市 (县级市)党委书记，其间于1993年9月至1994年7月在中央党校一年制中青年干部培训班学习。1994年9月任中共郴州地委副书记、中共郴州市（地级）委副书记，其间于1993年9月至1996年1月在中央党校研究生院在职研究生班经济管理专业学习。

### 湖南高层
1997年8月，陈润儿调任中共娄底地委副书记:1674、行署副专员。1998年2月，任中共湖南省娄底地委副书记、行署专员。1999年2月，任湖南省地质矿产厅副厅长、党组副书记。2000年4月，任中共湖南省湘潭市委副书记、代市长，次年1月当选湘潭市人民政府市长。2003年2月，任中共湘潭市委书记。
2006年11月23日，陈润儿升任中共湖南省委常委，中共长沙市委书记，晋升副部级。在长沙工作六年半的时间里，他通过率先发展目标的引领，增强了长沙的经济实力。通过跨江发展战略的实施，拓展了城市空间。通过基础设施建设的推进，完善了承载功能。通过文明城市的创建，提升了长沙的城市形象。

### 从黑龙江到河南
2013年4月16日，陈润儿离开工作多年的湖南，调任中共黑龙江省委副书记。在交接大会上，他发表了饱含深情的讲话，情到浓时，几度哽咽落泪。
2016年3月26日，陈润儿在黑龙江工作三年之后，升任中共河南省委副书记，并提名为省长候选人。同年4月7日，當選為河南省人民政府省長。2017年10月24日，在中国共产党第十九次全国代表大会上当选为中共中央委员。2018年2月24日，当选为第十三届全国人大代表。

### 从河南到宁夏
2019年10月25日，陈润儿升任中共宁夏回族自治区党委委员、常委、书记。12月6日，辞去河南省人民政府省长职务。2020年1月15日，当选为宁夏回族自治区人大常委会主任。

### 退居二线
2022年3月29日，陈润儿不再担任中共宁夏回族自治区党委书记、常委、委员职务。2022年4月20日，任全国人民代表大会农业与农村委员会副主任委员。